# Fermina Orduña
Fermina Orduña (segle xix) va ser una inventora espanyola coneguda per ser la primera dona que va aconseguir un privilegi (patent) tecnològic a Espanya. Residia a la capital, Madrid. La patent descrivia un carruatge especial per a vendre llet (de vaca, de cabra o de somera) al públic. La protecció de la patent tenia un termini de cinc anys a partir de la seva data d'expedició, el 20 de maig de 1890.